# Europäisches Sprachensiegel

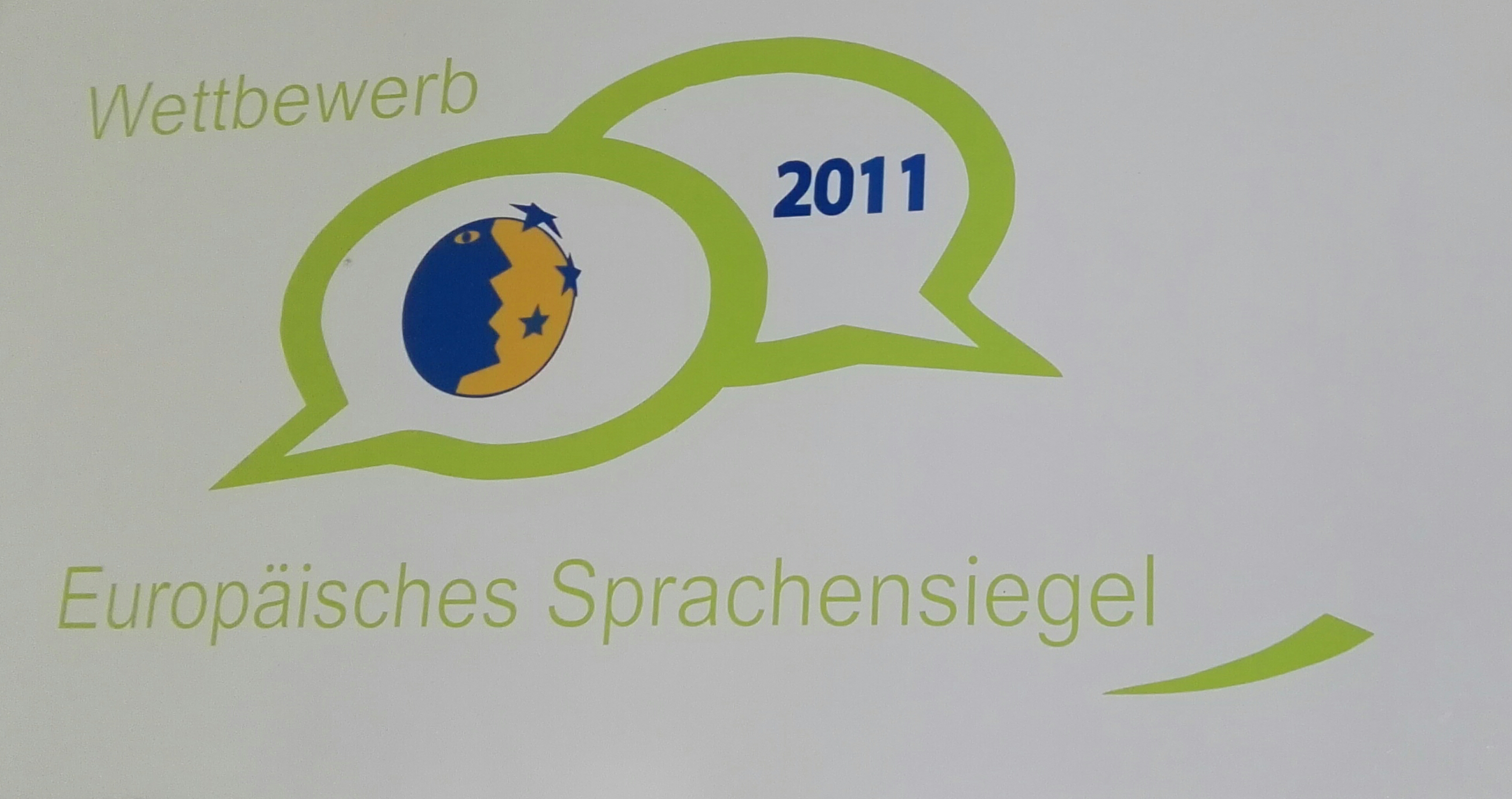
Logo des Europäischen Sprachensiegels an der Kaufmännischen Schule Tauberbischofsheim (2011)

Mit dem Europäischen Sprachensiegel (auch englisch European Language Label) werden seit 1997 jährlich herausragende Projekte und Initiativen aus dem Bereich des Lehrens und Lernens von Fremdsprachen in Europa ausgezeichnet. Der Wettbewerb wurde von der Europäischen Kommission ins Leben gerufen. Die Vergabe des Sprachensiegels erfolgt dezentral durch die am Erasmus+-Programm teilnehmenden Staaten.

## Hintergrund

Die Europäische Kommission, Herausgeber des Wettbewerbs „Europäisches Sprachensiegel“

Seit der zweiten Hälfte der neunziger Jahre setzt sich die EU-Kommission verstärkt dafür ein, im zusammenwachsenden Europa die Vielfalt der Sprachen zu erhalten und den Fremdsprachenerwerb der Bürger zu fördern. Dahinter steht einerseits das beschäftigungspolitische Ziel, durch größere und vor allem grenzüberschreitende Mobilität der Bürger die Wirtschaft Europas zu stärken, andererseits das interkulturelle Ziel, durch den Abbau von Vorurteilen das Zusammenwachsen Europas voranzutreiben. Die Förderung des Sprachenerwerbs geschieht sowohl innerhalb der EU-Bildungsprogramme wie beispielsweise im Programm für lebenslanges Lernen, durch Sondermaßnahmen wie das Europäische Jahr der Sprachen 2001 oder im Rahmen des Wettbewerbs um das Europäische Sprachensiegel, der seit 1997 jährlich durchgeführt wird.

## Ziele der Initiative
Mehrsprachigkeit ist der Kern der Initiative „Europäisches Sprachensiegel“, die mit einem Pilotprojekt begann und im Jahr 2001 zu einer europaweiten Initiative ausgebaut wurde. Ziel ist es, erfolgreiche Konzepte einer breiten Öffentlichkeit bekannt zu machen. Durch die Unterstützung innovativer Projekte auf lokaler und nationaler Ebene soll die Qualität des Sprachunterrichts europaweit verbessert werden. Jedes Jahr wird das Sprachensiegel daher an innovative Sprachlehrprojekte in den teilnehmenden Ländern vergeben. Die zentralen Ziele des Wettbewerbs um das „Europäische Sprachensiegel“ sind die folgenden:
- Prämiert werden Projekte, die auf nachahmenswerte und innovative Weise Menschen an das Fremdsprachenlernen heranführen,
- Projekte, die beispielhaft Fremdsprachenkenntnisse auf den unterschiedlichsten Niveaus vermitteln bzw. sich für eine Verbesserung des Fremdsprachenunterrichts auf Beispiel gebende Weise engagieren.
- Die von einer Experten-Jury als besonders herausragend eingestuften Maßnahmen sollen darüber hinaus zur Nachahmung animieren oder
- dazu anregen, das vorgestellte Modell auf das Erlernen anderer Sprachen oder anderer Zielgruppen zu übertragen.[7]

## Europäisches Sprachensiegel in Deutschland
In Deutschland wird der Wettbewerb um das Europäische Sprachensiegel seit 1999 ausgetragen. Er wird abwechselnd von Bildung für Europa, Nationale Agentur beim Bundesinstitut für Berufsbildung, dem Deutschen Akademischen Austauschdienst und dem Pädagogischen Austauschdienst, der Nationalen Agentur für EU-Programme im Schulbereich, durchgeführt.
Beteiligen können sich Institutionen aus allen Bildungsbereichen, die in Deutschland ansässig sind – von der Kleinkindbildung über die Schul- und Hochschulbildung bis zur Berufs- und Erwachsenenbildung.
Zulässig sind alle Sprachen, die in den EU-Mitgliedstaaten gesprochen werden. Jedes Projekt sollte mindestens eine der EU-Amtssprachen als Zielsprache in der Sprachvermittlung (auch als Brückensprache) enthalten. Die Bewerbungsunterlagen sollten auf Deutsch gehalten sein. Ausgezeichnet werden nur solche Projekte/Initiativen, die sich jenseits des Planungsstadiums befinden, aber noch nicht zum »Routineangebot« einer Einrichtung gehören. In der Bewerbung muss daher klar belegt werden, wie das Projekt umgesetzt wurde bzw. wird. Ein »Europäisches Sprachensiegel« kann auch an solche Projekte verliehen
werden, die im Rahmen eines Bildungsprogramms der Europäischen Union (Erasmus-Programm, Comenius-Programm, Leonardo (EU), Grundtvig) eine Förderung erhalten haben bzw. z. Zt. erhalten. Die Teilnehmer der einzelnen Länder sollen jeweils einen nationalen Themenschwerpunkt – der verschiedenen Leitfragen folgt – und die europäischen Kriterien gleichermaßen berücksichtigen.
| Jahr | Motto |
| ---- | --- |
| 1999 | „Europäisches Sprachensiegel 1999“                                                                                   |
| 2000 | „Europäisches Sprachensiegel 2000“                                                                                   |
| 2001 | „Europäisches Sprachensiegel 2001“                                                                                   |
| 2002 | „Europäisches Sprachensiegel 2002“                                                                                   |
| 2003 | „Europäisches Sprachensiegel 2003 – Frühes Fremdsprachenlernen“                                                      |
| 2004 | „Europäisches Sprachensiegel 2004“                                                                                   |
| 2005 | „Europäisches Sprachensiegel 2005“                                                                                   |
| 2006 | „Europäisches Sprachensiegel 2006 – Vielfalt des Sprachenangebots in der beruflichen Bildung“                        |
| 2007 | „Europäisches Sprachensiegel 2007 – Qualifizierung von Fremdsprachenlehrkräften und Sprachtrainern“                  |
| 2008 | „Europäisches Sprachensiegel 2008 – Interkultureller Dialog beim Sprachenlernen“                                     |
| 2009 | „Europäisches Sprachensiegel 2009 – Mehrsprachigkeit: Trumpfkarte Europas“                                           |
| 2010 | „Europäisches Sprachensiegel 2010 – Vermittlung von Fremdsprachen für das Berufsleben“                               |
| 2011 | „Europäisches Sprachensiegel 2011 – Sprachenlernen in der Gemeinschaft – Ressourcen nutzen und Kompetenzen ausbauen“ |
| 2012 | „Europäisches Sprachensiegel 2012 – Digitale Medien beim Sprachenlernen“                                             |
| 2013 | „Europäisches Sprachensiegel 2013 – Erfolgreiches Lernen in mehrsprachigen Gruppen“                                  |

Seit Einführung des neuen EU-Bildungsprogramms Erasmus+ im Jahre 2014 beteiligt sich Deutschland nicht mehr am Wettbewerb des Europäischen Sprachensiegels.